# 双季戊四醇
双季戊四醇是一种有机化合物，化学式为O[CH
2C(CH
2OH)
3]
2，它在形式上是两个季戊四醇分子各一个羟基脱水成醚的产物。它是季戊四醇生产过程中的副产物，也可有意生产这一化合物：
2 C(CH
2OH)
4   →  O[CH
2C(CH
2OH)
3]
2 +  H
2O
它的年产产量为数千吨。